# Ägypter und Amazonen
Ägypter und Amazonen ist der Titel einer altägyptisch-demotischen Erzählung, die in zwei bruchstückhaften Papyrifassungen aus römischer Zeit erhalten geblieben ist. 

## Textgattung
Grundlage der in dieser Geschichte genannten Personen bilden historische Personen der zweiten Hälfte des siebten Jahrhunderts v. Chr. und die in der Folgezeit entstandenen Erzählungen sowie Ausschmückungen. Die Erzählung Ägypter und Amazonen zeigt einen deutlichen Schwerpunkt bezüglich der Themenbereiche Liebe und Exotik, was sie vom üblichen Charakter der Inaros-Petubastis-Texte unterscheidet.
Ägypter und Amazonen fällt teilweise in die neu entstandene Textgattung des Romans, der historische Begebenheiten nicht mehr als Grundlage beinhaltet, sondern den Charakter typischer Liebesromane aufweist, die mit einem historischen Deckmantel versehen sind. Als weiteres Stilmittel ist das Heldenabenteuer in die Handlung integriert.

## Inhalt
Aufgrund des bruchstückhaften Zustandes der Papyri kann der Inhalt der ersten Kolumne nur vermutet werden, die wahrscheinlich die einleitende Rahmenhandlung darstellte, in welcher der Ägypter Petechonsis aufgefordert wurde, von seinen Abenteuern zu berichten. 
Der altägyptische Fürst Petechonsis führte gemeinsam mit assyrischen Truppen einen Kriegszug in das „Land der Frauen“, das im östlichen vorderen Orient lag und wahrscheinlich an Indien angrenzte. Petechonsis, der anfänglich die Amazonen aus dem „Land der Frauen“ bekämpfte, verliebte sich später in die Amazonen-Königin Sarpot, nachdem ein zwischen beiden ausgetragener Kampf wegen des einsetzenden Sonnenunterganges unentschieden vertagt wurde. 
Wann beide ihre Liebe zueinander offenbarten, kann nicht mehr gesagt werden, da jene Papyritextstücke fehlen. Die Handlung setzte erst wieder mit dem Einfall indischer Truppen in das „Land der Frauen“ ein. Petechonsis schloss aufgrund der Liebesbeziehung ein Bündnis mit Sarpot. Nach mehreren Schlachten wurde das indische Heer zum Schluss besiegt und musste fortan Tribut an das „Land der Frauen“ entrichten. Das Ende der Erzählung fehlt. Es bleibt daher unklar, ob Petechonsis und Sarpot heirateten oder jeder wieder seiner Wege ging.